# Лозоватская волость (Александрийский уезд)
Лозовацкая волость — административно-территориальная единица Александрийского уезда Херсонской губернии.

## Характеристика
По состоянию на 1886 год состояла из 18 поселений, 18 сельских общин. Население 2122 человека (1056 мужского пола и 1066 женского), 359 дворовых хозяйств.
Самые большое поселения:
- Лозоватка — село при реке Лозоватка в 53 верстах от уездного города, 275 человек, 55 дворов.
- Козыревка — село при реке Ингул, 569 человек, 85 дворов.

| Собственность  | Площадь (в т. ч. пахотной) |
| -------------- | -------------------------- |
| Сельских общин | 3771 (3278)                |
| Частная        | 8424 (7800)                |
| Другая         | 138 (129)                  |
| Всего          | 12 333 (11 207)            |

## История
В начале 1890-х годов волость ликвидирована, территория вошла в состав новообразованной Покровской волости.